# Coelidia flavostriatus
Coelidia flavostriatus är en insektsart som beskrevs av Melichar 1905. Coelidia flavostriatus ingår i släktet Coelidia och familjen dvärgstritar. Inga underarter finns listade i Catalogue of Life.